# Serrat dels Portells
El Serrat dels Portells és un serrat de la part occidental del municipi de Sarroca de Bellera, al Pallars Jussà. Des de la Pica de Cerví, prop del límit municipal, va baixant vers el sud cap a l'interior del terme. És, de fet, un contrafort de la Pica de Cerví.
Pertanyia a l'antic municipi de Benés, de l'Alta Ribagorça, agregat el 1969 al municipi pallarès de Sarroca de Bellera.